# Miles Killebrew
Miles Killebrew (Henderson, 10 maggio 1993) è un giocatore di football americano statunitense che milita nel ruolo di safety per i Pittsburgh Steelers della National Football League (NFL).

## Carriera

### Detroit Lions

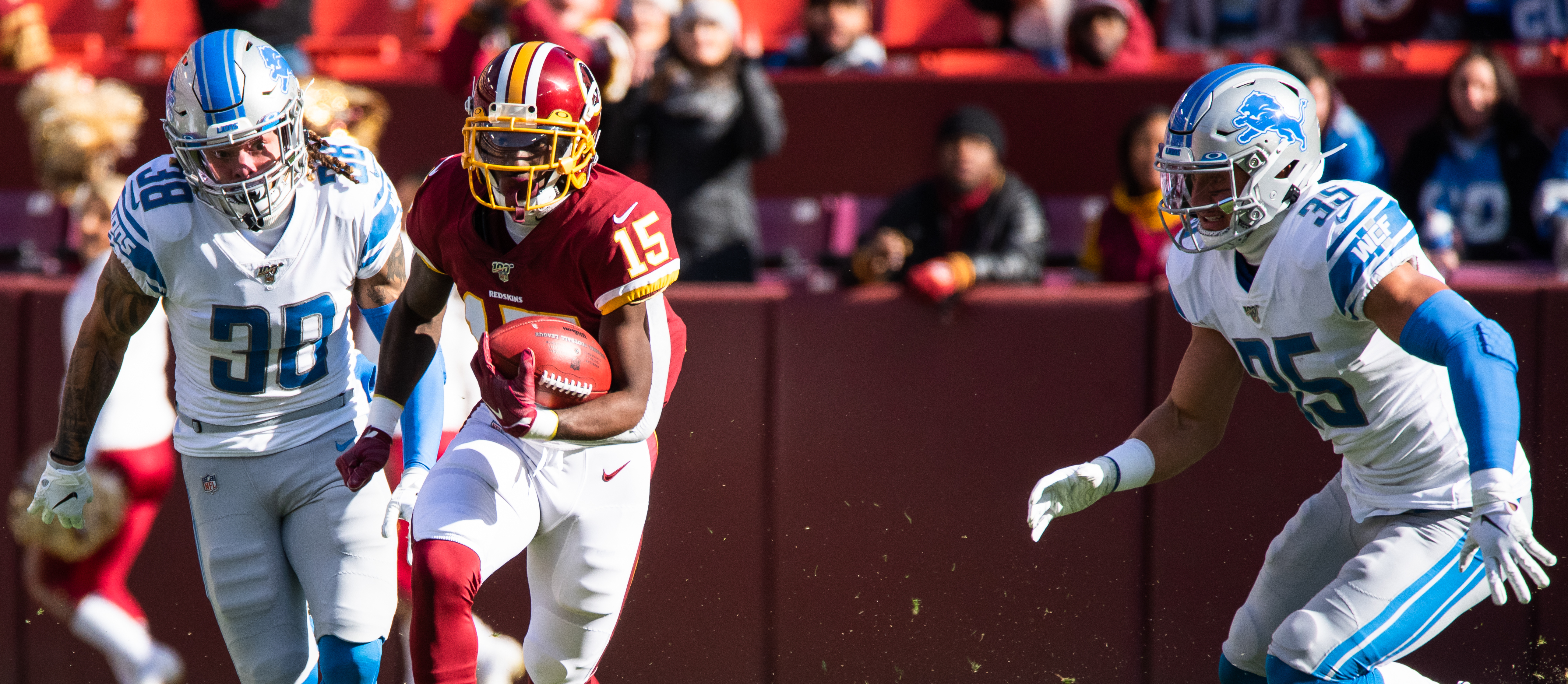
Killebrew nel 2019 contro i Washington Redskins

Killebrew fu scelto dai Detroit Lions nel corso del quarto giro (111º assoluto) del Draft NFL 2016. Dopo la sua apparizione al Senior Bowl, l'allenatore delle safety dei Lions Alan Williams, e altri rappresentanti dell'organizzazione, ebbero un incontro con Killebrew dicendogli di non essere interessati a lui, che non sarebbe stata una buona scelta per la squadra e che non lo volevano affatto. Dopo averlo scelto nel draft, gli riferirono di avere detto ciò soltanto per vedere come avrebbe reagito. Il 6 maggio 2016 firmò un contratto quadriennale del valore di 2,34 milioni di dollari con la squadra, incluso un bonus di 578.564 dollari alla firma.
Killebrew iniziò la stagione come terza strong safety nelle gerarchie dei Lions dietro ai veterani Tavon Wilson e Rafael Bush. Nelle prime undici partite giocò principalmente negli special team e pochi snap in difesa. Il 20 novembre 2016 guidò la squadra con 5 tackle in soli 12 snap, tutti su situazioni di terzo down, nella vittoria per 26–19 sui Jacksonville Jaguars. Quattro giorni dopo fece registrare 4 tackle su terzi down giocando 9 snap in difesa nella vittoria per 16-13 sui Minnesota Vikings il Giorno del Ringraziamento.
Il 4 dicembre 2016 Killebrew giocò 24 snap in difesa (34%) nella vittoria per 28–13 sui New Orleans Saints, chiudendo con 3 placcaggi, un passaggio deviato e un intercetto su Drew Brees, il primo in carriera.
Il 4 settembre 2017, nella vittoria del primo turno per 35–23 sugli Arizona Cardinals, Killebrew ritornò un intercetto per 35 yard in touchdown, su passaggio del quarterback Carson Palmer nel quarto periodo.
Nel training camp 2018, Killebrew fu spostato nel ruolo di linebacker con l'arrivo del nuovo allenatore Matt Patricia e un nuovo schema difensivo.
Il 24 marzo 2020, Killebrew firmò un nuovo contratto con i Lions.

### Pittsburgh Steelers
Killebrew firmò un contratto di un anno con i Pittsburgh Steelers il 24 marzo 2021. Nella prima partita con la nuova maglia, nel primo turno contro i  Buffalo Bills, bloccò un punt di Matt Haack che fu recuperato dal compagno Ulysees Gilbert e ritornato in touchdown nella vittoria per 23–16. Nella settimana 11 contro i Los Angeles Chargers, bloccò un altro punt di Ty Long, che portò al touchdown su corsa del running back Najee Harris diverse giocate dopo, nella sconfitta per 37–41.
L'11 marzo 2022 Killebrew firmò un'estensione contrattuale biennale con gli Steelers del valore di 4 milioni di dollari.
Nella settimana 5 della stagione 2023 contro i Baltimore Ravens, Killebrew bloccò un punt di Jordan Stout, portando a una safety per gli Steelers nella vittoria per 17–10. A fine stagione fu convocato per il suo primo Pro Bowl e inserito nel First-team All-Pro come special teamer.

## Palmarès
- Convocazioni al Pro Bowl: 1

2023
- First-team All-Pro: 1

2023